# Sabivka, Sloveanoserbsk
Sabivka (în ucraineană Сабівка) este un sat în comuna Jovte din raionul Sloveanoserbsk, regiunea Luhansk, Ucraina.

## Demografie
Componența lingvistică a localității Sabivka
     Rusă (66,78%)
     Ucraineană (33,22%)
Conform recensământului din 2001, majoritatea populației localității Sabivka era vorbitoare de rusă (66,78%), existând în minoritate și vorbitori de ucraineană (33,22%).